# Chari-Baguirmi (vùng)
Chari-Baguirmi (tiếng Ả Rập: شاري باقرمي) là một trong 23 vùng của Tchad. Trung tâm hành chính của vùng là Massenya.

## Lịch sử
Khu vực này từng là trung tâm của Vương quốc Hồi giáo Baguirmi, cai trị từ thế kỷ 15 đến thế kỷ 19.

## Địa lý

### Các khu dân cư
Massenya là thủ phủ của vùng. Các khu định cư lớn khác bao gồm Bä Illi, Bogomoro, Bousso, Dourbali, Koundoul, La Loumia, Linia, Maï Aïche, Mandélia và Mogo.